# Recklinghausen (Sundern)

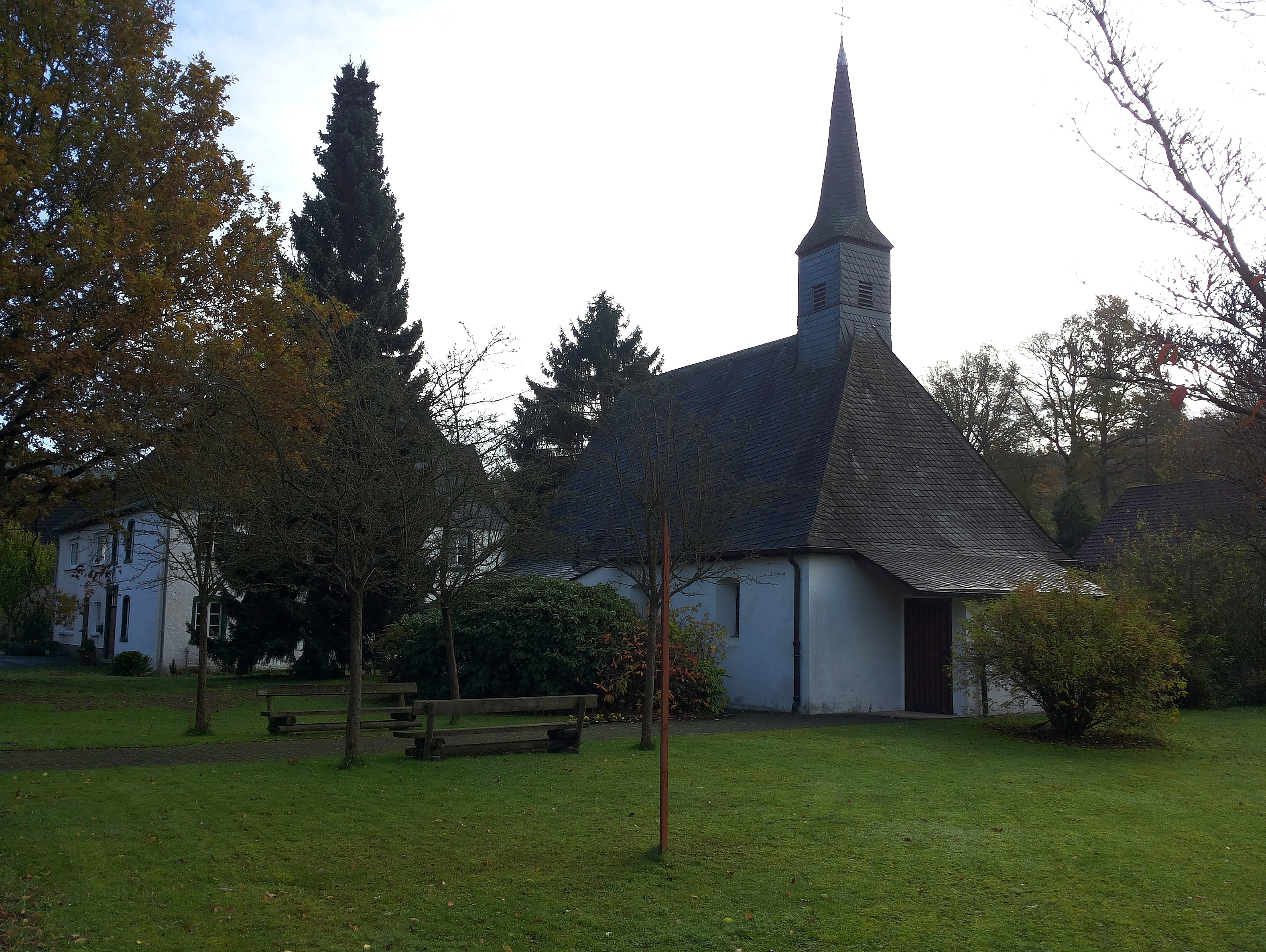
St.-Jakobus-Kapelle

Recklinghausen ist ein Dorf im Sauerland und ein Ortsteil des Stadtteils Endorf von Sundern im Hochsauerlandkreis. Recklinghausen liegt etwa 3 Kilometer nordwestlich von Endorf.
Erstmals urkundlich erwähnt wurde er 1202. Er gehörte zum Kirchspiel Stockum. Im Jahr 1875 wurde Recklinghausen vom Schulbezirk Stockum in den Schulbezirk Endorf eingegliedert, später gehörte er auch zur Kirchengemeinde Endorf. Zu den historischen Gebäuden zählt die Kapelle St. Jakobus.
Der Ort gehörte zu den vor- und frühindustriellen montangewerblichen Orten im Raum Sundern. Vermutlich seit 1760 bis ins 19. Jahrhundert hinein existierte ein Hammerwerk. Auch die Christianenhütte produzierte bis ins 19. Jahrhundert.